# Jurské
Jurské és un poble i municipi d'Eslovàquia. Es troba a la regió de Prešov, al nord del país,Té una població d'1,464 habitants i una àrea de 3.820 km²

## Història
La primera referència escrita de la vila data del 1294.
1. ↑  «Prešovský kraj (Slovakia): Towns and Municipalities in Districts - Population Statistics, Charts and Map». [Consulta: 19 març 2025].

## Demografia
| Godina             | 1994 | 2004    | 2014    | 2024    |
| ------------------ | ---- | ------- | ------- | ------- |
| Nombre de persones | 611  | 823     | 1145    | 1504    |
| Diferència         |      | +34,69% | +39,12% | +31,35% |

| Godina             | 2023 | 2024   |
| ------------------ | ---- | ------ |
| Nombre de persones | 1464 | 1504   |
| Diferència         |      | +2,73% |